# Uzbequistão nos Jogos Olímpicos de Verão da Juventude de 2010
O Uzbequistão participou dos Jogos Olímpicos de Verão da Juventude de 2010, em Cingapura. Com uma delegação de 21 atletas em 10 esportes, o país conquistou duas pratas e cinco bronzes.

## Medalhistas
| Medalha | Nome                     | Esporte | Evento                           | Data         |
| ------- | ------------------------ | ------- | -------------------------------- | ------------ |
| Prata   | Mansurkhuja Muminkhujaev | Judô    | Até 55 kg masculino              | 21 de agosto |
| Prata   | Ahmad Mamadjanov         | Boxe    | Peso meio-médio (69 kg)          | 25 de agosto |
| Bronze  | Ruslan Kamilov           | Luta    | Greco-romana até 85 kg masculino | 15 de agosto |
| Bronze  | Nilufar Gadaeva          | Luta    | Livre até 52 kg feminino         | 16 de agosto |
| Bronze  | Dierbek Ergashev         | Luta    | Livre até 76 kg masculino        | 17 de agosto |
| Bronze  | Zohidjon Hoorboyev       | Boxe    | Peso mosca-ligeiro (48 kg)       | 24 de agosto |
| Bronze  | Sardorbek Begaliev       | Boxe    | Peso meio-pesado (81 kg)         | 24 de agosto |

## Atletismo
| Evento                 | Atleta             | Qualificação | Qualificação | Final     | Final        |
| Evento                 | Atleta             | Resultado    | Posição      | Resultado | Posição      |
| ---------------------- | ------------------ | ------------ | ------------ | --------- | ------------ |
| Salto triplo feminino  | Anastasiya Baykova | 12,33        | 6º           | 12,39     | 7º (Final A) |
| Salto triplo masculino | Ruslan Kurbanov    | 15,32        | 6º           | 15,48     | 6º (Final A) |

## Boxe
| Evento                         | Atleta             | Preliminares              | Semifinais                  | Disputa pelo bronze      | Pos. final        |
| ------------------------------ | ------------------ | ------------------------- | --------------------------- | ------------------------ | ----------------- |
| Peso meio-médio (até 69 kg)    | Ahmad Mamadjanov   | Sem oponente              | TKM Nursähet Pazzyýew V 2-0 | BRA David Lourenço D 3-7 | Medalha de prata  |
| Peso meio-pesado (até 81 kg)   | Sardorbek Begaliev | IRI Bijan Khojasteh V 4-2 | CUB Irosvani Duverger D 1-3 | ECU Ytalo Perea V 5-2*   | Medalha de bronze |
| Peso mosca-ligeiro (até 48 kg) | Zohidjon Hoorboyev | RWA Haziza Matusi V 7-1   | IRL Ryan Burnett D 1-2      | SIN Mohd Hamid V 7-0*    | Medalha de bronze |

* Disputa pelo bronze

## Ginástica

### Ginástica artística
| Atleta               | Evento                       | Qualificação | Qualificação | Final por aparelhos | Final por aparelhos | Final individual geral | Final individual geral | Final individual geral | Final individual geral | Final individual geral | Final individual geral | Final individual geral | Final individual geral | Final individual geral | Final individual geral |
| Atleta               | Evento                       | Result.      | Pos.         | Result.             | Pos.                | Barras assimétricas    | Trave                  | Solo                   | Salto                  | Cavalo com alças       | Argolas                | Barras paralelas       | Barra fixa             | Total                  | Pos.                   |
| -------------------- | ---------------------------- | ------------ | ------------ | ------------------- | ------------------- | ---------------------- | ---------------------- | ---------------------- | ---------------------- | ---------------------- | ---------------------- | ---------------------- | ---------------------- | ---------------------- | ---------------------- |
| Dilnoza Abdusalimova | Salto feminino               | 13.100       | 26º          | Não avançou         | Não avançou         |                        |                        |                        |                        |                        |                        |                        |                        |                        |                        |
| Dilnoza Abdusalimova | Barras assimétricas feminino | 11.900       | 23º          | Não avançou         | Não avançou         |                        |                        |                        |                        |                        |                        |                        |                        |                        |                        |
| Dilnoza Abdusalimova | Trave feminino               | 13.500       | 13º          | Não avançou         | Não avançou         |                        |                        |                        |                        |                        |                        |                        |                        |                        |                        |
| Dilnoza Abdusalimova | Solo feminino                | 12.700       | 15º          | Não avançou         | Não avançou         |                        |                        |                        |                        |                        |                        |                        |                        |                        |                        |
| Dilnoza Abdusalimova | Individual geral feminino    | 51.200       | 15º          |                     |                     | 12.350                 | 12.350                 | 12.550                 | 13.450                 |                        |                        |                        |                        | 50.700                 | 14º                    |
| Eduard Shaulov       | Solo masculino               | 13.800       | 15º          | Não avançou         | Não avançou         |                        |                        |                        |                        |                        |                        |                        |                        |                        |                        |
| Eduard Shaulov       | Cavalo com alças masculino   | 13.500       | 12º          | Não avançou         | Não avançou         |                        |                        |                        |                        |                        |                        |                        |                        |                        |                        |
| Eduard Shaulov       | Argolas masculino            | 12.100       | 35º          | Não avançou         | Não avançou         |                        |                        |                        |                        |                        |                        |                        |                        |                        |                        |
| Eduard Shaulov       | Salto masculino              | 15.500       | 12º          | Não avançou         | Não avançou         |                        |                        |                        |                        |                        |                        |                        |                        |                        |                        |
| Eduard Shaulov       | Barras paralelas masculino   | 13.600       | 13º          | Não avançou         | Não avançou         |                        |                        |                        |                        |                        |                        |                        |                        |                        |                        |
| Eduard Shaulov       | Barra fixa masculino         | 13.250       | 21º          | Não avançou         | Não avançou         |                        |                        |                        |                        |                        |                        |                        |                        |                        |                        |
| Eduard Shaulov       | Individual geral masculino   | 81.750       | 13º          |                     |                     |                        |                        | 13.850                 | 15.200                 | 12.800                 | 12.250                 | 12.200                 | 13.400                 | 79.700                 | 16º                    |

### Ginástica rítmica
| Evento           | Atleta            | Qualificação | Qualificação | Qualificação | Qualificação | Qualificação | Qualificação | Final       | Final       | Final       | Final       | Final       | Final       |
| Evento           | Atleta            | Corda        | Arco         | Maças        | Fita         | Total        | Pos.         | Corda       | Arco        | Maças       | Fita        | Total       | Pos. final  |
| ---------------- | ----------------- | ------------ | ------------ | ------------ | ------------ | ------------ | ------------ | ----------- | ----------- | ----------- | ----------- | ----------- | ----------- |
| Individual geral | Aziza Mamadjanova | 22.325       | 22.400       | 22.975       | 22.650       | 90.350       | 9º           | Não avançou | Não avançou | Não avançou | Não avançou | Não avançou | Não avançou |

## Halterofilismo
| Evento                 | Atleta                   | Peso corporal (kg) | Arranque (kg) | Arranque (kg) | Arranque (kg) | Arranque (kg) | Arremesso (kg) | Arremesso (kg) | Arremesso (kg) | Arremesso (kg) | Total (kg) | Pos. final |
| Evento                 | Atleta                   | Peso corporal (kg) | 1             | 2             | 3             | Res.          | 1              | 2              | 3              | Res.           | Total (kg) | Pos. final |
| ---------------------- | ------------------------ | ------------------ | ------------- | ------------- | ------------- | ------------- | -------------- | -------------- | -------------- | -------------- | ---------- | ---------- |
| Mais de 63 kg feminino | Ganna Pustovarova        | 104,88             | 83            | 83            | 87            | 83            | 100            | 100            | 100            | 100            | 183        | 10º        |
| Até 69 kg masculino    | Ziyobitddin Kutbitddinov | 68,82              | 122           | 126           | 128           | 126           | 147            | 154            | 158            | 147            | 273        | 4º         |

## Judô
| Evento             | Atleta              | 1ª rodada    | 2ª rodada                   | 3ª rodada                       | Semifinais repescagem       | Final repescagem A          | Disputa pelo bronze A       | Pos. final |
| ------------------ | ------------------- | ------------ | --------------------------- | ------------------------------- | --------------------------- | --------------------------- | --------------------------- | ---------- |
| Até 63 kg feminino | Gulnoza Matniyazova | Sem oponente | LIB Caren Chammas V 101-000 | LTU Laura Naginskaitė D 000-010 | CMR Sophina Arrey V 110-000 | LIB Caren Chammas V 001-000 | CRO Barbara Matic D 000-001 | 5º         |

| Evento              | Atleta                   | 1ª rodada    | 2ª rodada                       | Semifinais                 | Final                         | Pos. final |
| ------------------- | ------------------------ | ------------ | ------------------------------- | -------------------------- | ----------------------------- | ---------- |
| Até 55 kg masculino | Mansurkhuja Muminkhujaev | Sem oponente | COM Fahariya Takidine V 100-000 | IND Subash Yadav V 003-000 | CZE David Pulkrabek D 001-010 | [ 6 ]      |

| Evento         | Atleta                                                     | 1ª rodada                   | 2ª rodada                 | Semifinais             | Final       | Pos. final        |
| -------------- | ---------------------------------------------------------- | --------------------------- | ------------------------- | ---------------------- | ----------- | ----------------- |
| Equipes mistas | Gulnoza Matniyazova (como integrante da equipe Barcelona)  | ZZX Equipe Osaka D 3-5      | Não avançou               | Não avançou            | Não avançou | 10º               |
| Equipes mistas | Mansurkhuja Muminkhujaev (como integrante da equipe Cairo) | ZZX Equipe Birmingham V 5-2 | ZZX Equipe Hamilton V 4-4 | ZZX Equipe Essen D 2-5 | Não avançou | Medalha de bronze |

## Lutas
| Evento                           | Atleta           | Preliminares                  | Preliminares                  | Preliminares              | Preliminares | Final                            | Pos. final         |
| Evento                           | Atleta           | 1ª rodada                     | 2ª rodada                     | 3ª rodada                 | Pos.         | Oponente Resultado               | Pos. final         |
| Evento                           | Atleta           | Oponente Resultado            | Oponente Resultado            | Oponente Resultado        | Pos.         | Oponente Resultado               | Pos. final         |
| -------------------------------- | ---------------- | ----------------------------- | ----------------------------- | ------------------------- | ------------ | -------------------------------- | ------------------ |
| Livre até 76 kg masculino        | Dierbek Ergashev | TUR Resul Kalayci D 1-3       | BLR Aliaksandr Hushtyn V 3-1  | CAN Dalton Webb V 3-0*    | 2º           | EGY Amr Ali V 3-0                | [ 7 ]              |
| Livre até 52 kg feminino         | Nilufar Gadaeva  | GUM Arianna Eustaquio V 4-0   | AZE Patimat Bagomedova D 0-4  | ALG Sabrina Azzouz V 4-0  | 2º           | VIE Thị Diễm Quỳnh Nguyễn V 4-0* | [ 8 ]              |
| Greco-romana até 50 kg masculino | Nurbek Hakkulov  | KGZ Shadybek Sulaimanov V 3-0 | NOR Pål Eirik Gundersen V 4-0 | ALG Amine Boughazi V 3-1  | 1º           | AZE Elman Mukhtarov D 0-3*       | Desclassificado[a] |
| Greco-romana até 85 kg masculino | Ruslan Kamilov   | KOR Junhyeong Choi V 3-1      | RUS Ruslan Adzhigov D 1-3     | ARM Varos Petrosyan V 3-0 | 2º           | USA Lucas Sheridan V 3-1         | [ 9 ]              |

* Disputa pelo bronze

↑a  Nurbek Hakkulov foi desclassificado em 15 de outubro de 2010 por testar positivo no exame anti-doping para a substância proibida furosemida e, consequentemente, perdeu a medalha de prata.

## Natação
| Evento                 | Atleta            | Qualificação    | Qualificação | Semifinais  | Semifinais  | Final       | Final       |
| Evento                 | Atleta            | Resultado       | Posição      | Resultado   | Posição     | Resultado   | Posição     |
| ---------------------- | ----------------- | --------------- | ------------ | ----------- | ----------- | ----------- | ----------- |
| 200 m peito masculino  | Dmitriy Shvetsov  | 2:20.93         | 13º (5º q2)  |             |             | Não avançou | Não avançou |
| 200 m medley masculino | Dmitriy Shvetsov  | 2:06.94         | 17º (5º q2)  |             |             | Não avançou | Não avançou |
| 50 m livre feminino    | Yulduz Kuchkarova | Desclassificada | -- (q6)      | Não avançou | Não avançou | Não avançou | Não avançou |
| 100 m costas feminino  | Yulduz Kuchkarova | 1:04.63         | 11º (3º q3)  | 1:04.03     | 8º (5º sf2) | 1:04.46     | 8º          |
| 200 m costas feminino  | Yulduz Kuchkarova | 2:18.69         | 17º (1º q1)  |             |             | Não avançou | Não avançou |

## Taekwondo
| Evento              | Atleta           | 1ª rodada   | Quartas-de-final             | Semifinais  | Final       | Pos. final |
| ------------------- | ---------------- | ----------- | ---------------------------- | ----------- | ----------- | ---------- |
| Até 48 kg masculino | Abubakir Rasulov | Sem opoente | IRI Mohammad Soleimani D 1-5 | Não avançou | Não avançou | 8º         |

## Tênis de mesa
| Evento            | Atleta          | 1ª fase | 1ª fase | 1ª fase | 2ª fase consolação | 2ª fase consolação | 2ª fase consolação | Pos. final |
| Evento            | Atleta          | Grupo   | Confrontos | Pos.    | Grupo              | Confrontos | Pos.               | Pos. final |
| ----------------- | --------------- | ------- | --- | ------- | ------------------ | --- | ------------------ | ---------- |
| Simples masculino | Elmurod Holikov | C       | NED Koen Hageraats D 2-3 (10-12, 8-11, 11-7, 11-8, 4-11) BRA Eric Jouti D 0-3 (9-11, 6-11, 1-11) FRA Simon Gauzy D 0-3 (4-11, 1-11, 5-11) | 4º      | EE                 | ESA Luis Mejía V 3-0 (11-5, 11-8, 11-7) IND Avik Das V 3-2 (11-7, 8-11, 11-2, 14-16, 11-8) PAR Axel Gavilán D 0-3 (8-14, 8-11, 9-11) | 2º                 | --         |

| Evento         | Atleta                                                         | 1ª fase | 1ª fase                                                                                        | 1ª fase | Torneio de consolação     | Torneio de consolação | Pos. final |
| Evento         | Atleta                                                         | Grupo   | Confrontos                                                                                     | Pos.    | 1ª rodada                 | 2ª rodada             | Pos. final |
| -------------- | -------------------------------------------------------------- | ------- | ---------------------------------------------------------------------------------------------- | ------- | ------------------------- | --------------------- | ---------- |
| Equipes mistas | Elmurod Holikov e RUS Yana Noskova (Equipe Intercontinental 2) | H       | Cingapura D 1-2 (3-2, 0-3, 1-3) África 1 V 2-1 (3-0, 0-3, 3-0) EGY Egito D 0-3 (2-3, 0-3, 1-3) | 3º      | África 2 V 2-0 (3-0, 3-0) | Europa 5 D WO         | 21º        |

## Tiro
| Evento                      | Atleta         | Qualificação | Qualificação | Qualificação | Qualificação | Qualificação | Qualificação | Final       | Final       | Final       | Final       | Final       | Final       | Final       | Final       | Final       | Final       | Final       | Final       | Final       |
| Evento                      | Atleta         | 1            | 2            | 3            | 4            | Total        | Pos.         | 1           | 2           | 3           | 4           | 5           | 6           | 7           | 8           | 9           | 10          | Total final | Total       | Pos. final  |
| --------------------------- | -------------- | ------------ | ------------ | ------------ | ------------ | ------------ | ------------ | ----------- | ----------- | ----------- | ----------- | ----------- | ----------- | ----------- | ----------- | ----------- | ----------- | ----------- | ----------- | ----------- |
| Pistola de ar 10 m feminino | Lenaza Asanova | 92           | 96           | 92           | 91           | 371          | 9º           | Não avançou | Não avançou | Não avançou | Não avançou | Não avançou | Não avançou | Não avançou | Não avançou | Não avançou | Não avançou | Não avançou | Não avançou | Não avançou |